# بوم‌ناحیه

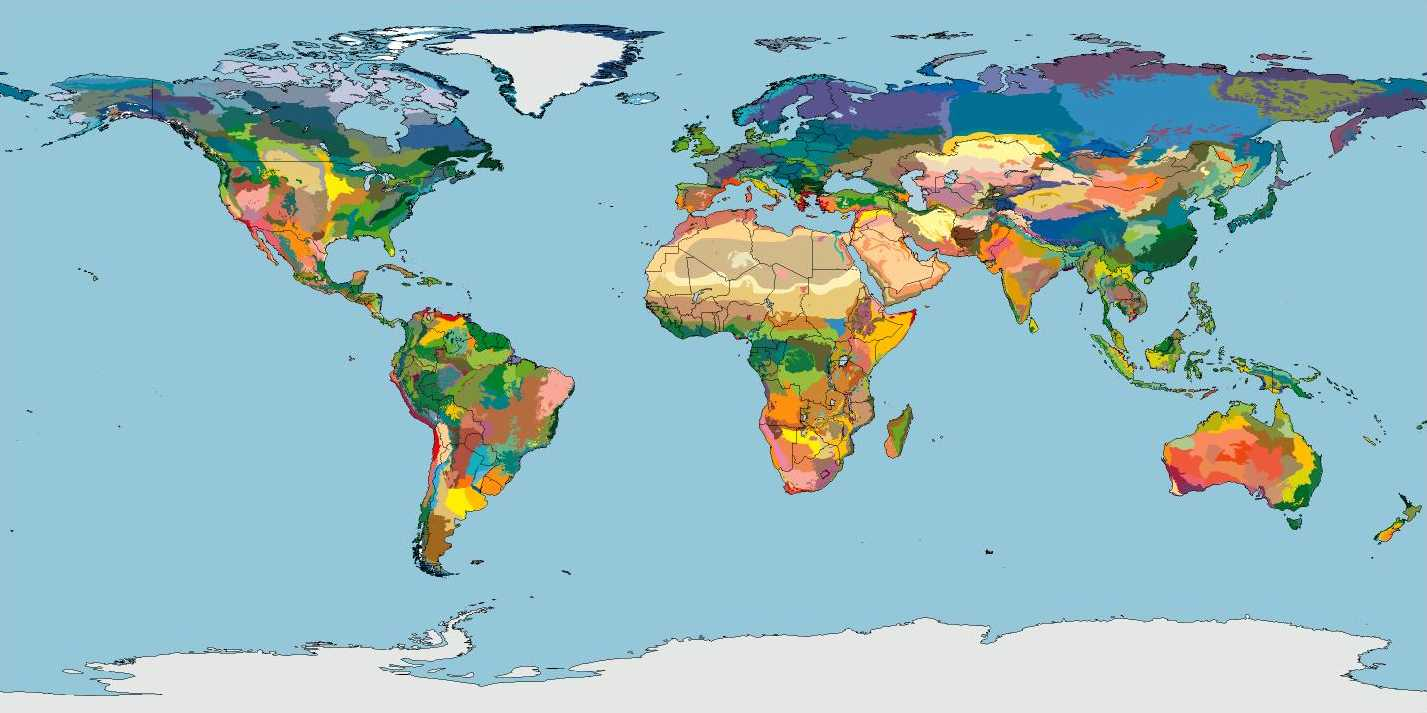
بوم‌ناحیه‌های خشکی زمین

بوم‌ناحیه یا ناحیه بوم‌شناختی یک پهنه تعریف‌شده بوم‌شناختی و جغرافیایی مشخص است که از یک منطقه زیستی کوچک‌تر بوده و منطقه زیستی نیز به نوبه خود کوچک‌تر از یک قلمرو زیست‌جغرافیایی است. بوم‌ناحیه‌ها پهنه کمابیش بزرگی از آب‌ها و خشکی‌ها را پوشش می‌دهند و دربردارنده ویژگی‌هایی هستند که آن‌ها را از دیگر گروه‌ها و گونه‌ها جدا می‌کند.
تنوع زیستی گیاگان و زیاگان و بوم‌سازگان‌های تشکیل‌دهنده یک بوم‌ناحیه متمایز از دیگر بوم‌ناحیه‌ها است. از دید نظری، تنوع زیستی یا بوم‌ناحیه‌های حفاظتی، مناطق نسبتاً وسیعی از خشکی یا آب هستند که در آن احتمال رویارویی با گونه‌ها و جوامع مختلف در هر نقطه‌ای نسبتاً ثابت و در محدوده قابل قبولی از تغییرات باقی می‌ماند.

## تاریخچه
تاریخچه این اصطلاح تا حدی مبهم است و در زمینه‌های زیادی مانند طبقه‌بندی جنگل، طبقه‌بندی زیست‌بوم، طبقه‌بندی جغرافیای زیستی، طرح اولسون و دینرستین در سال ۱۹۸۸ و غیره. استفاده شده‌است.